# چانگ هائو (شناگر)
چانگ هائو (انگلیسی: Chang Hao؛ زادهٔ ۲۸ آوریل ۱۹۹۷) ورزشکار شنای موزون اهل چین است.
وی در مسابقات کشوری و بین‌المللی در مجموع برندهٔ ۱۱ مدال طلا، ۶ مدال نقره شده است.